# ألكسندر بيلوف
ألكسندر بيلوف (بالروسية: Белов, Александр Александрович) مواليد 9 نوفمبر 1951 في سانت بطرسبرغ، الجمهورية الروسية السوفيتية الاتحادية الاشتراكية - الوفاة 3 أكتوبر 1978، كان لاعب كرة سلة روسي. بدأ مسيرته الاحترافية في سنة 1967. تم اختياره من قبل فريق يوتا جاز خلال الدرافت. بلغ طوله 6 قدم 7 بوصة (2.0 م). مثّل منتخب بلاده. شارك في دورة الألعاب الأولمبية الصيفية سنة 1972. اعتزل اللعب في 1978. دخل قاعة مشاهير الاتحاد الدولي لكرة السلة.

## الميداليات
| الميدالية | المسابقة                         |
| --------- | -------------------------------- |
| ذهبية     | الألعاب الأولمبية الصيفية 1972   |
| برونزية   | الألعاب الأولمبية الصيفية 1976   |
| ذهبية     | بطولة كأس العالم لكرة السلة 1974 |
| برونزية   | بطولة كأس العالم لكرة السلة 1970 |
| ذهبية     | بطولة أمم أوروبا لكرة السلة 1969 |
| ذهبية     | بطولة أمم أوروبا لكرة السلة 1971 |
| فضية      | بطولة أمم أوروبا لكرة السلة 1975 |

## روابط خارجية
- ألكسندر بيلوف على موقع الاتحاد الدولي لكرة السلة (الإنجليزية)
- ألكسندر بيلوف على موقع سبورتس رفرنس (الإنجليزية)
- ألكسندر بيلوف على موقع ريلجم (الإنجليزية)
- ألكسندر بيلوف على موقع سبورتس رفرنس (الإنجليزية)
- ألكسندر بيلوف على موقع اللجنة الأولمبية الدولية (الإنجليزية)
- ألكسندر بيلوف على موقع أوليمبيديا (الإنجليزية)